# The Iron Woman
The Iron Woman er en amerikansk stumfilm fra 1916 af Carl Harbaugh.

## Medvirkende
- Nance O'Neil som Sarah Maitland.
- Einar Linden som David Ritchie.
- Alfred Hickman som Blair Maitland.
- Evelyn Brent som Nannie Maitland.
- Vera Sisson som Elizabeth Ferguson.